# Dinesh Gunawardena
Dinesh Chandra Rupasinghe Gunawardena (Colombo, 2 de marzo de 1949) es un político de Sri Lanka que fue Primer Ministro de Sri Lanka desde el 22 de julio de 2022 hasta el 23 de septiembre de 2024. Se ha desempeñado como miembro del parlamento, ministro del gabinete y líder de la Cámara en el Parlamento de Sri Lanka. Es el actual líder del partido de izquierda Mahajana Eksath Peramuna (MEP) desde 1983.

## Primeros años y familia
Gunawardena nació el 2 de marzo de 1949. Es hijo de Philip Gunawardena y Kusumasiri Gunawardena (de soltera Amarasinghe). Fue educado en Royal Primary School, Colombo y Royal College, Colombo. Después de la escuela, estudió en la Escuela de Negocios de los Países Bajos, donde se graduó con un diploma en administración de empresas. Luego se unió a la Universidad de Oregón y se graduó con una licenciatura en administración de empresas en negocios internacionales. Mientras estuvo en los Estados Unidos, se involucró en el activismo estudiantil, participando en protestas contra la Guerra de Vietnam.
Gunawardena se casó con Ramani Wathsala Kotelawela. Tuvieron un hijo (Yadamini) y una hija (Sankapali). Ramani murió de hepatitis no diagnosticada a mediados de la década de 1980.

## Carrera profesional
Después de la universidad, Gunawardena trabajó en la ciudad de Nueva York, pero en 1972 murió su padre y Gunawardena regresó a Sri Lanka. Fue nombrado miembro del comité central de Mahajana Eksath Peramuna (MEP) en agosto de 1973. Se convirtió en secretario general del MEP en 1974.
Gunawardena fue el candidato del eurodiputado en Avissawella en las elecciones parlamentarias de 1977, pero no logró ser elegido. Volvió a ser candidato a diputado en el Distrito Electoral de Maharagama en las elecciones parciales de 1983, ganando y entrando en el Parlamento. Gunawardena disputó con éxito las elecciones parlamentarias de 1989 como uno de los candidatos a eurodiputado en el distrito electoral plurinominal de Colombo. Volvió a ser uno de los candidatos del diputado en el distrito de Colombo en las elecciones parlamentarias de 1994, pero el diputado no logró ganar ningún escaño en el parlamento.
El 27 de agosto de 2000, el eurodiputado se unió a la Alianza Popular (AP). Gunawardena participó en las elecciones parlamentarias de 2000 como uno de los candidatos de la Autoridad Palestina en el distrito de Colombo. Fue elegido y volvió a entrar en el Parlamento. Fue nombrado Ministro de Transporte después de las elecciones. Se le otorgó la cartera adicional de Medio Ambiente en septiembre de 2001. Fue reelegido en las elecciones parlamentarias de 2001. El 20 de enero de 2004, el Partido de la Libertad de Sri Lanka (SLFP) y Janatha Vimukthi Peramuna (JVP) formaron la Alianza por la Libertad de los Pueblos Unidos (UPFA). El eurodiputado se incorporó a la UPFA el 2 de febrero de 2004. Gunawardena participó en las elecciones parlamentarias de 2004 como uno de los candidatos de la UPFA en el distrito de Colombo. Fue elegido y volvió a entrar en el Parlamento. Fue nombrado Ministro de Desarrollo Urbano y Abastecimiento de Agua y Viceministro de Educación después de las elecciones. En enero de 2007, su cartera de gabinete se cambió a Ministro de Desarrollo Urbano y Desarrollo del Área Sagrada, pero perdió su puesto de viceministro. Fue nombrado jefe de gabinete en junio de 2008.
Gunawardena fue reelegido en las elecciones parlamentarias de 2010. Fue nombrado Ministro de Abastecimiento de Agua y Drenaje después de las elecciones. Perdió su puesto en el gabinete después de las elecciones presidenciales de 2015 . Fue reelegido en las elecciones parlamentarias de 2015. En marzo de 2017, fue suspendido de las sesiones parlamentarias durante una semana debido a que interrumpió repetidamente los procedimientos.

## Primer ministro
El 22 de julio de 2022, Gunawardena fue nombrado primer ministro después de que el expresidente Gotabaya Rajapaksa renunciara en medio de una crisis económica y política en curso y Ranil Wickremesinghe fuera elegido como su sucesor. Gunawardena y Wickremesinghe fueron compañeros de clase durante la época escolar.